# Elecciones estatales de Brandeburgo de 2004

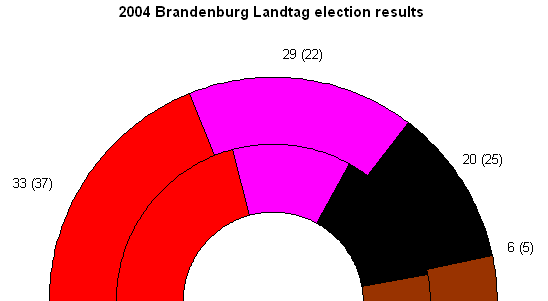
Resultados de escaños -- SPD en rojo, CDU en negro, PDS en rosado, DVU en café.

Las elecciones estatales de Brandeburgo de 2004 se llevaron a cabo el 19 de septiembre de ese año, con el propósito de elegir a los miembros del Landtag de Brandeburgo.

## Resultados
Los resultados fueron:
| Partido | Partido                                       | Votos     | Porcentaje de votos | Porcentaje de votos | Total de escaños | Total de escaños | Porcentaje de escaños |
| ------- | --------------------------------------------- | --------- | ------------------- | ------------------- | ---------------- | ---------------- | --------------------- |
|         | Partido Socialdemócrata de Alemania (SPD)     | 372,942   | 31.9%               | -7.4%               | 33               | -4               | 37.5%                 |
|         | Partido del Socialismo Democrático (PDS)      | 326,801   | 28.0%               | +4.7%               | 29               | +7               | 33.0%                 |
|         | Unión Demócrata Cristiana (CDU)               | 227,062   | 19.4%               | -7.1%               | 20               | -5               | 22.7%                 |
|         | Deutsche Volksunion (DVU)                     | 71,041    | 6.1%                | +0.8%               | 6                | +1               | 6.8%                  |
|         | Alianza 90/Los Verdes (GRÜNE)                 | 42,087    | 3.6%                | +1.7%               | 0                | +0               | 0.0%                  |
|         | Partido Democrático Liberal (FDP)             | 38,890    | 3.3%                | +1.4%               | 0                | +0               | 0.0%                  |
|         | Partido de las Familias de Alemania (Familie) | 30,843    | 2.6%                | +2.6%               | 0                | +0               | 0.0%                  |
|         | Otros                                         | 59,239    | 5.1%                | +3.3%               | 0                | +0               | 0.0%                  |
| Total   | Total                                         | 1,168,909 | 100.0%              |                     | 88               | -1               | 100.0%                |

Si bien el SPD se mantuvo como el partido más fuerte, sus resultados electorales bajaron significativamente. El PDS se convirtió en el segundo partido más votado, mientras que la CDU perdió votos y solo llegó al tercer lugar.

## Post-elección
Matthias Platzeck (SPD) fue reelegido como ministro-presidente y continuó con la coalición SPD-CDU.